# 4-aminofenol
4-aminofenolul sau p-aminofenolul este un compus organic cu formula chimică H2NC6H4OH, fiind un derivat fenolic al anilinei. Este o pulbere albă, utilizată frecvent pentru developarea fotografiilor alb-negru.
Compusul este unul dintre cei trei aminofenoli izomeri, ceilalți doi fiind 2-aminofenol și 3-aminofenol.

## Obținere
Se obține din fenol prin nitrare urmată de reducere cu fier. Alternativ, prin hidrogenarea parțială a nitrobenzenului se obține fenilhidroxilamina, care formează 4-aminofenol prin reacția de transpoziție Bamberger:
{\displaystyle {\ce {C6H5NO2 + 2 H2 -> C6H5NHOH + H2O}}}

## Proprietăți
Este utilizat ca intermediar în sinteza chimică. Este un precursor industrial pentru paracetamol.